# Antoine Ringeisen
Pour les articles homonymes, voir Ringeisen.
Antoine Ringeisen (Paris, 17 août 1811 - Rouen, 25 janvier 1889) était un architecte de l'arrondissement de Sélestat.